# Гришки (Донецький район)
Гри́шки — село Донецької міської громади Донецького району Донецької області, Україна. Населення становить 65 осіб. Відстань до Моспиного становить близько 6 км і проходить автошляхом місцевого значення.

## Географія
Селом тече Балка Кислична.

## Населення
За даними перепису 2001 року населення села становило 63 особи, із них 9,52% зазначили рідною мову українську, 90,48% — російську мову.
| Рік                                       | 1989 | 2001 |
| Населення, осіб                           | 741  | 63   |
| Примітки. 1. Постійне й наявне населення. |      |      |